# Florida Gators (futebol americano)

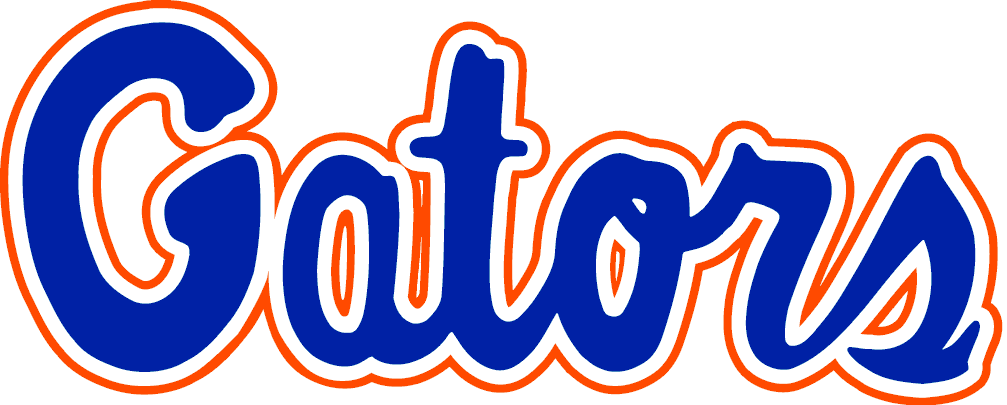

O Florida Gators é a equipe de futebol americano universitário que representa a Universidade da Flórida. Eles competem na Football Bowl Subdivision (FBS) da National Collegiate Athletic Association (NCAA) e na divisão Leste da Southeastern Conference (SEC). As partidas em casa são jogadas no Ben Hill Griffin Stadium (também conhecido como "The Swamp", ou, em português, "O Pântano"), localizado no próprio campus da universidade, em Gainesville. O atual treinador principal da equipe é Billy Napier. Os Gators já venceram um total de 3 campeonatos nacionais e 8 títulos da SEC em seus 112 anos de história.